# Nagygyanté
Nagygyanté egyéb belterület, amely része Mezőgyán község területének, amelynek központjától számítva nagyjából 7 kilométer távolságra található. Lakónépessége hozzávetőleg 124 fő, a területén található lakások száma pedig körülbelül 65 darab.
Mezőgyán község amely Békés megyében található, területileg a Sarkadi járás és a Sarkadi kistérség részeként besorolva. Idegenforgalmi aspektusból a Dél-Alföld turisztikai régióhoz, valamint az Alföld és Tisza-tó turisztikai és idegenforgalmi marketing régióhoz kapcsolódik. Statisztikai szempontból a NUTS 1 alapján a Alföld és Észak statisztikai nagyrégióhoz és NUTS 2 alapján pedig a Dél-Alföld statisztikai régióhoz tartozik.
Közös önkormányzati hivatalt fenntartó község önkormányzata, a hivatal székhelye más helységben, Geszt településen található. Földhivatali ügyek intézéséhez a Sarkadi Járási Hivatal Földhivatali Osztály vehető igénybe.
A község területe hozzávetőleg 5987 hektár, amelynek lakónépessége megközelítőleg 1052 fő, a területén pedig körülbelül 501 darab lakás található.
Postai irányítószáma 5732 és a vezetékes telefon körzetszáma 66, KSH statisztikai azonosítója pedig 04206. GPS koordinátái DMS formátumban 46° 52' 18" északi szélesség és 21° 31' 39" keleti hosszúság, DMM formátumban 46° 52.3' északi szélesség és 21° 31.65' keleti hosszúság, valamint DD formátumban 46.871667° északi szélesség és 21.5275° keleti hosszúság.